# Panaxia costimaculata
Panaxia costimaculata là một loài bướm đêm thuộc phân họ Arctiinae, họ Erebidae.